# Военный журнал
«Военный журнал» — военно-теоретический научный журнал, публиковавшийся в Петербурге с 1810 по 1811 год как частное издание отставного майора П. А. Рахманова, затем с 1817 по 1819 годы как периодическое издание Общества военных людей при штабе Гвардейского корпуса, а с 1827 по 1859 год как печатный орган Военно-учёного комитета Главного штаба (во многих источниках разные периоды выпуска рассматриваются как разные журналы).

## Деятельность
Основным направлением работы журнала было выбрано освещение военной истории и военной теории, целевой аудиторией — офицерский корпус российской армии и генералитет. Главное внимание при подготовке публикаций уделялось военно-стратегическому планированию, боевой тактике, военной истории, военной географии, статистике, фортификации и т. п.; помимо этого публиковались материалы о боевой подготовке в иностранных и отечественных вооружённых силах, героизме российских солдат, об особенностях применения военной техники, составлялись обзоры военной литературы, печатались переводы работ зарубежных военных теоретиков и военачальников. Активно освещались темы Отечественной войне 1812 года, заграничного похода русской армии 1813—1814 годов, Крымской войны 1853—1856 годов, регулярно помещались статьи о воинском мастерстве известных русских полководцев Г. А. Потёмкина, П. А. Румянцева, А. В. Суворова и т. д.
«Военный журнал» стал первым изданием, опубликовавшим многие ценные материалы о боевом прошлом российской армии: реляции, журналы боевых действий, письма и личные документы А. В. Суворова, М. Б. Барклая-де-Толли, П. И. Багратиона и др. С ним сотрудничали А. П. Болотов, И. Г. Бурцев, М. И. Богданович, Н. С. Голицын, Д. А. Милютин и др. С 1846 года А. П. Болотов начал привлекать к подготовке публикаций в журнале лучших военных литераторов того времени.
Многие офицеры, которые имели отношение к «Военному журналу» первой четверти XIX века, стали участниками восстания декабристов 1826 года.
В 1859 году Военно-учёный комитет был ликвидирован и выпуск «Военного журнала» был прекращён.